# Roman Merzowicz-Mirza
Roman Merzowicz–Mirza ps. Gruzin (ur. 1888 w Komarnie, zm. 14 lutego 1946 w Wałczu) – polski malarz i pedagog.
Studiował na krakowskiej Akademii Sztuk Pięknych, w sierpniu 1914 wstąpił do Legionów Polskich. Służył jako szeregowiec w 2 Pułku Piechoty, w 1915 otrzymał urlop zdrowotny i powrócił na uczelnię, którą ukończył w 1916. Stan zdrowia nie uległ poprawie i artysta nie powrócił do pułku. Po odzyskaniu przez Polskę niepodległości osiadł na stałe w Grudziądzu, tam we wrześniu 1926 założył z Konstantym Zacharkiewiczem otwarte kursy rysunku i malarstwa. Wiele podróżował po kraju, tworzył pejzaże przedstawiające Tatry, Pomorze i Kurpie. Podczas II wojny światowej brał udział konspiracji, został schwytany przez Gestapo i uwięziony.